# إنديا ألين
إنديا ألين (بالإنجليزية: India Allen)‏ هي كاتبة سيناريو وعارضة وممثلة أمريكية، ولدت في 1 يونيو 1965 ببورتسموث في الولايات المتحدة.

## وصلات خارجية
- إنديا ألين على موقع IMDb (الإنجليزية)
- إنديا ألين على موقع أول موفي (الإنجليزية)
- إنديا ألين على موقع قاعدة بيانات الفيلم (الإنجليزية)
- إنديا ألين على موقع كينوبويسك (الروسية)